# Cyrtodactylus tamaiensis
Espèce
Synonymes
- Gymnodactylus khasiensis tamaiensis Smith, 1940

Cyrtodactylus tamaiensis est une espèce de geckos de la famille des Gekkonidae.

## Répartition
Cette espèce est endémique de l'État Kachin en Birmanie.

## Étymologie
Son nom d'espèce, composé de tamai et du suffixe latin -ensis, « qui vit dans, qui habite », lui a été donné en référence au lieu de sa découverte : la vallée de Nam Tamai.

## Publication originale
- Smith, 1940 : The Amphibians and Reptiles obtained by Mr. Ronald Kaulback in Upper Burma. Records of the Indian Museum, vol. 42, p. 465-486 (texte intégral).